# Cosme

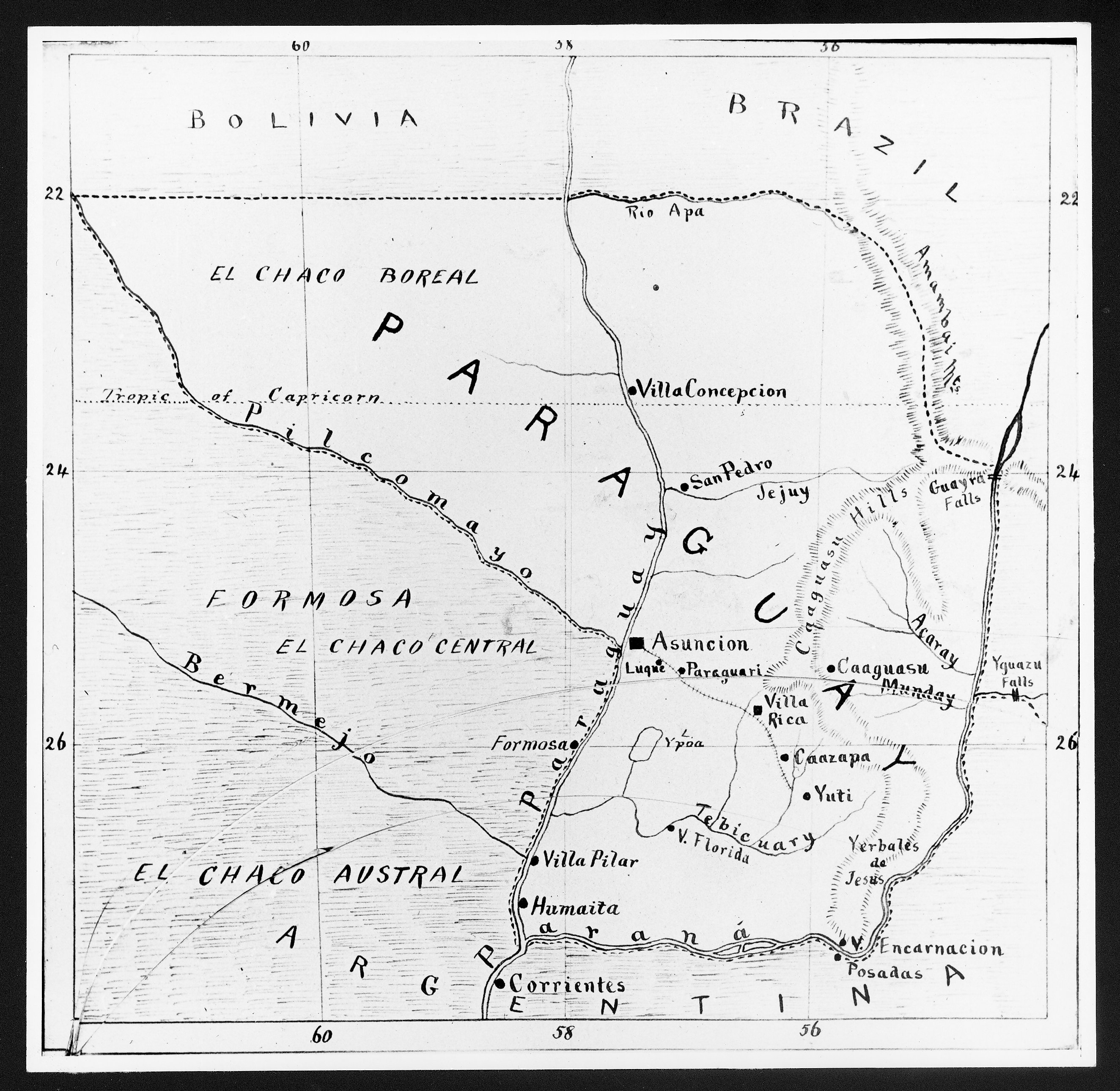
Landkarte von Paraguay, gezeichnet von John Lane, dem Bruder von William Lane

Cosme wurde am 12. Mai 1894 als Kolonie in Paraguay von Mitgliedern der frühsozialistischen New Australian Movement unweit von Caazapá in Paraguay gegründet.
Cosme existierte bis 1908 und musste wegen ökonomischer Schwierigkeiten, menschlichen Unzulänglichkeiten und zu geringer Zuwanderung am 12. August 1909 aufgegeben werden. Dennoch hatten New Australia und Cosme und die unweit davon befindliche utopische Kolonie New Australia als frühsozialistische Experimente Auswirkungen auf australische Regierungen und ihr soziales Handeln in der Folgezeit.
In den 1930er Jahren kamen die utopischen Ideen in Australien die Ideen von New Australia während der Big Strikes wieder auf und Jack Lang, ein früherer Premierminister von New South Wales (1925–1927, 1930–1932) und Mitglied der Australian Labor Party, bezeichnete die Kolonien als das „erste kommunistische Experiment der Welt“.

## Vorgeschichte

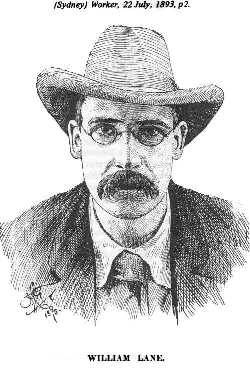
William Lane, der Initiator der Kolonie New Australia

Nach den Niederlagen der Gewerkschaften im Maritime-Streik von 1890 und Schafscherer-Streik von 1891 war die australische Arbeiterbewegung desillusioniert, dass sich in Australien eine sozialistische Gesellschaft aufbauen ließ. William Lane, ein Journalist und Gründer der ersten australischen Arbeiterzeitung Queensland Worker, gründete 1891 mit weiteren utopischen Sozialisten die New Australia Co-operative Settlement Association, die versuchten ihre Ideale außerhalb von Australien zu verwirklichen. 
Die Vorstellung einer kommunistischen Gesellschaft nach Lane waren: „Members own in Common all land, houses, maschinery, tools, cattle and general property: There is no master, no wageworker, no landlord, no beggar, no manorhouse, no soupkitchen, no unemployed, no loafer, no public prison, no policeman“ (deutsch: „Mitglieder [der Kolonie] sind Gemeinschaftseigentümer des gesamten Landes, der Häuser, Maschinen, Werkzeuge, des Viehs und allgemeinen Eigentums: Es gibt keine Meister, keine Lohnarbeiter, keine Großgrundbesitzer, keine Bettler, kein Herrschaftshaus, keine Armen-Suppenküche, keine Arbeitslosen, keine Faulenzer, kein Gefängnis, keine Polizisten“).
Die Regierung Paraguays gab eine Zusage über 15.000 Acres (6.070 Hektar) kostenfreies und steuerbefreites unbesiedeltes Land. William Lane, der zum Vorsitzenden der New-Australia-Association gewählt worden war, war der Gründer beider Kolonien in Paraguay. 
Lane herrschte in New Australia autokratisch, duldete keinen Widerspruch und praktizierte ein Zusammenleben nach einfachen gemeinschaftlichen Regeln. Es gab in New Australia Konflikte von Anfang an unter den Siedlern über das strikte Alkoholverbot, mit den Menschen in der Region und vor allem mit der Führerschaft von Lane. Nachdem die zweite Kolonisten-Gruppe in New Australia eingetroffen war, verschärften sich die Konflikte und Lane wanderte 1894 mit 58 seiner Anhängern in eine neue Kolonie ab, die Cosme genannt wurde. Sie lag in der Gabelung von zwei Flüssen (Captvari und Pcbapo) 76 km südlich von New Australia.
Die organisatorischen und politischen Grundlagen waren sowohl in New Australia als auch in Cosme identisch und basierten auf sozialutopischen Vorstellungen.

## Koloniales Leben

### Bevölkerung
Beide Kolonien waren nie wirtschaftlich selbsttragend, der Lebensstandard war niedrig, es fehlten Frauen, die Arbeit war hart und zahlreiche Siedler suchten nach besseren Lebensbedingungen und verließen die Kolonien.
Als Cosme am 12. Mai 1893 gegründet wurde, bestand die Bevölkerung Cosmes aus 58 Menschen, darunter 39 Männer, 9 Frauen und 10 Kinder. Cosme hatte Landrechte auf 15000 Acres (etwa 37000 Hektar).
Unter diesen Kolonisten von Cosme war die Schriftstellerin Mary Gilmore (1865–1962), die die monatliche Zeitschrift Cosme Montly dort herausgab und als Lehrerin arbeitete.
In den zwei Jahren der Abwesenheit von Lane in Großbritannien konnten, trotz seiner Kampagne, lediglich 15 Männer für die Kolonie angeworben werden. Nach seiner Rückkehr eskalierte die Krise in Cosme, weil während seiner Abwesenheit die Regeln sich gelockert hatten. Der unmittelbare Anlass für das Ausbrechen des Konflikts war die individuelle Schlachtung eines Schweins und der Verzehr desselben mit Freunden. Die daran beteiligten Siedler mussten Cosme verlassen.

### Wirtschaft
In der Aufbauzeit hatte die Kolonie wenig Kapital und erwirtschaftete deshalb Erträge vor allem durch Handarbeit und nur mit geringem Maschineneinsatz. Die Werkzeuge waren Gemeineigentum und wurden nach Gebrauch weitergegeben. Neben der Nahrungsmittelproduktion waren die wirtschaftlichen Aktivitäten auf die Zuckerrohr- und Holzproduktion ausgerichtet. Zwei Jahre nach der Gründung waren Maschinen für die handwerkliche Kleinproduktion erworben worden, die mit Dampf angetrieben wurden sowie weitere mechanische Gerätschaften; auch die Landwirtschaft war nunmehr durch die fortschreitende Mechanisierung produktiver. Ferner hatte eine Mühle mit einer Zuckerproduktion begonnen.
Für die Viehzucht gab es in Cosme genügend Grasland und die erste Aufzucht begann mit einer Herde von 200 Rindern. Die Kolonie besaß zu Beginn etwa sechs Pferde und einige Schweine. Brot wurde aus Maismehl hergestellt, Tee und Kaffee wurde angebaut, sowie Maniok und Süßkartoffeln.

## Politik und Soziales

### Politik
Die Kolonialregierung basierte auf der Vorstellung einer demokratischen Regierung, Gemeinschaftseigentum, kooperativer Arbeit, gemeinschaftlicher Verteilung der Ernte, Leben in heimischen Haushalten, lebenslange Ehe, Alkoholverbot und Einhaltung der so genannten Colour-Line (kein Sex mit der paraguayischen Bevölkerung).

### Demokratieaufbau
Die Generalversammlung bildete die Basis der Kolonialregierung von Cosme, die einmal jährlich stattfand. „Außenpolitik“ wurde von dem Vorsitzenden und einem aus drei Personen bestehenden Komitee verantwortet und es gab einen Industriemanager, der auf der Basis des Generalplans Beschaffungen tätigte.
Der Vorsitzende von Cosme und die drei Komiteemitglieder wurden von der Generalversammlung gewählt, der Vorsitzende für zwei Jahre und die Komiteemitglieder für ein Jahr. Der Vorsitzende konnte mit einer Mehrheit von zwei Komiteemitgliedern abgewählt werden. Ein neuer Vorsitzender musste aus der Gruppe der drei Komiteemitglieder gewählt werden. 
Wahlberechtigt waren Hausbesitzer, diese mussten mindestens 21 Jahre alt und ein Jahr lang Koloniemitglied sein. Das Komitee trat wöchentlich zusammen um die gewöhnlichen Geschäfte auf der Basis des Generalplans zu erledigen.

### Soziales
Das Leben in Cosme vollzog sich in Familien in ihren Häusern. Die Arbeitswoche von 45 Stunden dauerte von Montag bis Samstagmittag, arbeitstäglich 8 Stunden und am Samstag 5 Stunden. Feiertage waren Weihnachten und der Gründungstag der Kolonie am 12. Mai. An den Wochenenden gab es Tanzveranstaltungen am Samstagabend, Lesungen und Musik- und Sportveranstaltungen in einer Gemeinschaftshalle. Das Schulgebäude wurde als erstes Gebäude der Kolonie aufgebaut, ferner gab es eine Bibliothek mit 1.500 Büchern. 
Die Schulpflicht begann im Alter von 5 und endete für Jungen mit 14 und für Mädchen mit 15 Jahren. Spanischunterricht fand einmal in der Woche statt. Verheirateten Frauen waren von den Arbeitsanweisungen der Kolonialverwaltung ausgenommen, es sei denn, sie verrichteten kommunale Arbeiten, die sie verrichten konnten, wie Gemeinschaftskochen und weitere Dienste. Die Gesundheitsvorsorge und Krankenbetreuung war eine Gemeinschaftsaufgabe, die vor allem Frauen verrichteten.

## Immigration
Im November 1897 bestand die Bevölkerung aus 88 Personen, davon 25 Männer, 16 Frauen und 47 Kinder. Zugewandert waren Australier und später Briten, die Lane anwarb. 1902 war die Bevölkerungszahl etwas abgesunken.
Mitglied konnten entsprechend einer Publikation der Kolonie Cosme von 1902 gesunde Männer mit gutem Charakter werden, die sich voll mit den Regeln der Kolonie einverstanden erklärten. Sie hatten 5 und je Kind von 3 bis 12 Jahren 3 Pfund Sterling und darunter die Hälfte auf das Cosme-Geldvermögen auf eine paraguayische Bank einzubezahlen. Alleinstehende Frauen mussten nichts einbezahlen, ihre Anreisekosten wurden ab Buenos Aires erstattet und falls sie nicht bleiben wollten die Rückfahrt dorthin.
Nach einer Verweildauer von einem Jahr war eine volle Mitgliedschaft in der Kolonie Cosme möglich, dies hatte zur Folge, dass das gesamte individuelle Vermögen der Kolonie zu übertragen war.